# Оксфорд (Айдахо)
Вижте пояснителната страница за други значения на Оксфорд.
Оксфорд (на английски: Oxford) е град в окръг Франклин, щата Айдахо, САЩ. Оксфорд е с население от 53 жители (2000) и обща площ от 0,7 km². Намира се на 1464 m надморска височина. Телефонният му код е 208.